# Explode Coração
Explode Coração (título en español: Explode Corazón) es una telenovela brasileña producida y transmitida por TV Globo. Se emitió del 6 de noviembre de 1995 al 4 de mayo de 1996. Desarrollada por Glória Perez, la telenovela fue dirigida por Ary Coslov, Gracie y Carlos Araújo Júnior y está protagonizada por Tereza Seiblitz, Edson Celulari, Ricardo Macchi, Maria Luísa Mendonça, Françoise Forton, Paulo José, Eliane Giardini y Laura Cardoso.

## Elenco
Elenco en orden alfabético
- André Luiz como Marcos Avelar Falcão
- Carla Tausz como Mirtes
- Cássia Linhares como Natasha
- Cássio Gabus Mendes como Edu / Vitor Salgado
- Cláudio Cavalcanti como José Rubens Tolentino
- Daniel Dantas as Tadeu
- Débora Duarte como Marisa Carvalho Diaz
- Deborah Evelyn como Yone Sampaio
- Edson Celulari como Júlio Cezar Falcão
- Eliane Giardini como Lola Sbano
- Elias Gleizer como Augusto Lemos
- Eri Johnson como Adilson Gaivota
- Ester Góes como Luzia Nicolich
- Felipe Folgosi como Vladimir
- Floriano Peixoto como Sarita Vitti
- Françoise Forton como Eugênia Avelar
- Gracindo Júnior como Geraldo
- Guilherme Karan como Bebeto a Jato
- Helena Ranaldi como Larissa
- Herson Capri como Ivan Méndez
- Isadora Ribeiro como Odaísa
- Ivan de Albuquerque como Mio Sbano
- Karina Perez as Laura
- Laura Cardoso como Soraya Nicolich
- Leandra Leal como Yanka Sbano
- Luís Cláudio Júnior como Gustavo "Gugu"
- Maria Luísa Mendonça como Vera Avelar Falcão
- Marianne Vicentini como Valéria
- Nívea Maria como Alícia Lemos
- Odilon Wagner como Leandro Avelar
- Patrick Alencar como Ricardo "Rique" Antônio Lemos
- Paula Burlamaqui como Roseneide "Rose"
- Paula Lavigne como Sônia Salgado / Soninha Contratempo
- Paulo José como  Jairo
- Regina Dourado como Lucineide Salgado
- Reginaldo Faria como César Lemos
- Renée de Vielmond como Elizabeth "Beth"
- Ricardo Macchi como Igor Nicolich
- Roberta Índio do Brasil como Maria Catarina Lemos "Catty"
- Rodrigo Santoro como Serginho
- Rogério Cardoso como Romualdo Salgado "Salgadinho"
- Sônia de Paula como Hebinha
- Stella Freitas como Pattia
- Stênio Garcia como Pepe Nicolich
- Tereza Seiblitz como Dara Sbano
- Zezé Polessa como Mila Tolentino